# Chevrolet Corvette
O Chevrolet Corvette é um automóvel desportivo criado pela Chevrolet em 1953. É fabricado hoje em dia por uma fábrica exclusiva em Bowling Green (Kentucky) da General Motors. Foi o primeiro carro esporte inteiramente americano fabricado por uma empresa americana. É hoje também o carro que esta em produção por mais tempo, desde 1953. Também é conhecido por ser "cavalo barato" pois custa em torno de 70 a 100 mil dólares em sua melhor versão, o que é um valor muito inferior a concorrentes como Ferrari, Lamborghini entre outros, e tem uma performance semelhante e em alguns casos superior. O National Corvette Museum é um museu dedicado ao carro, também localizado em Bowling Green, Kentucky.
Atualmente a Chevrolet lançou mais uma geração do Chevrolet Corvette C7, sendo a versão ZR1 a mais potente de toda a divisão esportiva da marca, contando com um motor V8 SuperCharger de 6,2 litros que rende mais de 750 cavalos de potência e torque superior a 100 kgfm.

## História
No início da década de 1950, os carros desportivos europeus com seus designes arrojados faziam sucesso pelo mundo inteiro, enquanto que o mercado americano só possuía representantes como pesados Cadillacs e Buicks. Nesse período a General Motors atravessava um momento crítico, tendo sua rival, a Ford, superado suas vendas na América do Norte por dois anos consecutivos. Os diretores do grupo sabiam que tinham de pensar em algo para retomar o crescimento. Tom Keating, executivo geral da Chevrolet, tinha em mente um novo carro para a colocar de volta à primeira posição no mercado.
Em junho de 1951 era iniciado o projeto Opel. A princípio o carro se chamaria Korvette, palavra homófona de Corvette (corveta), em referência à pequena e veloz embarcação de escolta da Marinha inglesa. Mais tarde optaram pelo nome Corvette.
Em 1952, engenheiro-chefe de motores da GM, Ed Cole, e o especialista em chassis Maurice Olley trabalharam juntos no protótipo EX-122. Harley Earl, chefe de design, baseou seu modelo em carros de corrida europeus.
Em 17 de janeiro de 1953 foi apresentado em Nova York o primeiro modelo do Corvette que surpreendeu o público. Era um carro diferente dos padrões americanos: pequeno, baixo, com visual limpo e desportivo. Embora baseado em desportivos europeus, possuía traços do desenho americano: com lanternas na ponta de um pequeno rabo-de-peixe, era branco com o interior revestido de couro vermelho.

## Primeira geração (C1; 1953–1962)
Existem sete gerações de Corvettes. As gerações podem ser referidas da versão C1 até C7, mas a primeira geração é mais comumente referida como solid-axle (eixo rígido), pelo fato de a Suspensão Traseira Independente (STI) não estar disponível até 1963. A primeira geração começou em 1953 e terminou em 1963.
A C1 era equipada inicialmente com motor de 235 polegadas cúbicas (3 859 cm³), seis cilindros em linha, e duas marchas no câmbio automático com tração traseira. Rendia 150 cv de potência bruta, chegando a 170 km/h.
O conjunto era montado sob uma carroceria de plástico reforçado com fibra-de-vidro prensado, que resultava em um carro leve. Não fosse o novo material, pela primeira vez empregado na produção automobilística e que tinha o nome comercial de Fiberglass, o Corvette seria inviável por questão de volume de produção. Os freios a tambor nas quatro rodas e a suspensão, independente na frente e de eixo rígido na traseira, vinham de outros modelos da marca.
Zora Arkus-Duntov, o engenheiro-chefe da unidade Corvette desde 1955, preocupado com os baixos números de vendas e com o desempenho do modelo, reivindicou mudanças no modelo. Concorrentes como a Ferrari 410 S e o 375 America possuíam motores V12 com mais de 300 cv. Naquela mesma época, a Ford lançou o Thunderbird, com um V8 de 4,5 litros. Então a GM passou a trabalhar com um V8 de 265 pol³ (4 339 cm³), que fornecia 195 cv e alcançava 200 km/h.
Além disso foram adicionadas mais cores e a caixa automática de três velocidades, opcional. Após baixas vendas, a GM lança em 1956 o Corvette com significativas mudanças de estilo.

### Motores
| Motor                             | Ano       | Potência          | Torque               |
| --------------------------------- | --------- | ----------------- | -------------------- |
| 235 in³ (3.9 L) Blue Flame I6     | 1953–1954 | 150 cv @ 4200 rpm | 223 ft-lb @ 2400 rpm |
| 235 in³ (3.9 L) Blue Flame I6     | 1955      | 155 cv @ 4200 rpm | 225 ft-lb @ 2800 rpm |
| 265 in³ (4.3 L) Small-block V8    | 1955      | 195 cv @ 5000 rpm | 260 ft-lb @ 3000 rpm |
| 265 in³ (4.3 L) Small-block V8    | 1956      | 210 cv @ 5200 rpm | 270 ft-lb @ 3200 rpm |
| 265 in³ (4.3 L) Small-block V8    | 1956      | 240 cv            |                      |
| 283 in³ (4.6 L) Small-block V8    | 1957      | 220 cv @ 4800 rpm |                      |
| 283 in³ (4.6 L) Small-block V8    | 1958–1961 | 230 cv @ 4800 rpm | 300 lb-ft @ 3000 rpm |
| 283 in³ (4.6 L) Small-block V8    | 1957–1961 | 245 cv @ 5000 rpm | 300 lb-ft @ 3800 rpm |
| 283 in³ (4.6 L) Small-block V8    | 1957–1961 | 270 cv @ 6000 rpm | 285 lb-ft @ 4200 rpm |
| 283 in³ (4.6 L) Small-block FI V8 | 1957–1959 | 250 cv @ 5000 rpm | 305 lb-ft @ 3800 rpm |
| 283 in³ (4.6 L) Small-block FI V8 | 1960–1961 | 275 cv @ 5200 rpm | 305 lb-ft @ 4400 rpm |
| 283 in³ (4.6 L) Small-block FI V8 | 1957      | 283 cv @ 6200 rpm | 290 lb-ft @ 4400 rpm |
| 283 in³ (4.6 L) Small-block FI V8 | 1958–1959 | 290 cv @ 6200 rpm | 290 lb-ft @ 4400 rpm |
| 283 in³ (4.6 L) Small-block FI V8 | 1960–1961 | 315 cv @ 6200 rpm | 295 lb-ft @ 5100 rpm |
| 327 in³ (5.4 L) Small-block V8    | 1962      | 250 cv @ 4400 rpm | 350 lb-ft @ 2800 rpm |
| 327 in³ (5.4 L) Small-block V8    | 1962      | 300 cv @ 5000 rpm | 360 lb-ft @ 3200 rpm |
| 327 in³ (5.4 L) Small-block V8    | 1962      | 340 cv @ 6000 rpm | 344 lb-ft @ 4000 rpm |
| 327 in³ (5.4 L) Small-block FI V8 | 1962      | 360 cv @ 6000 rpm | 352 lb-ft @ 4000 rpm |

### Galeria

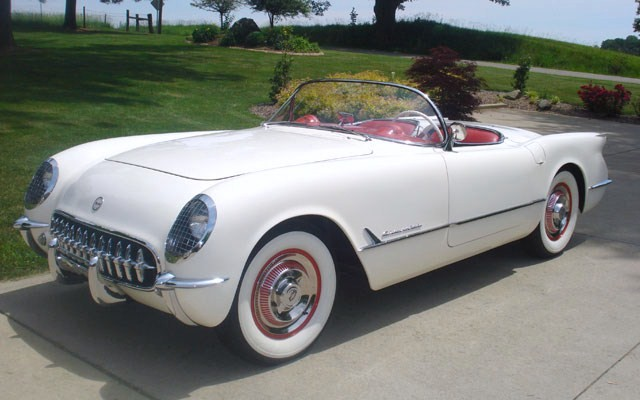
1953
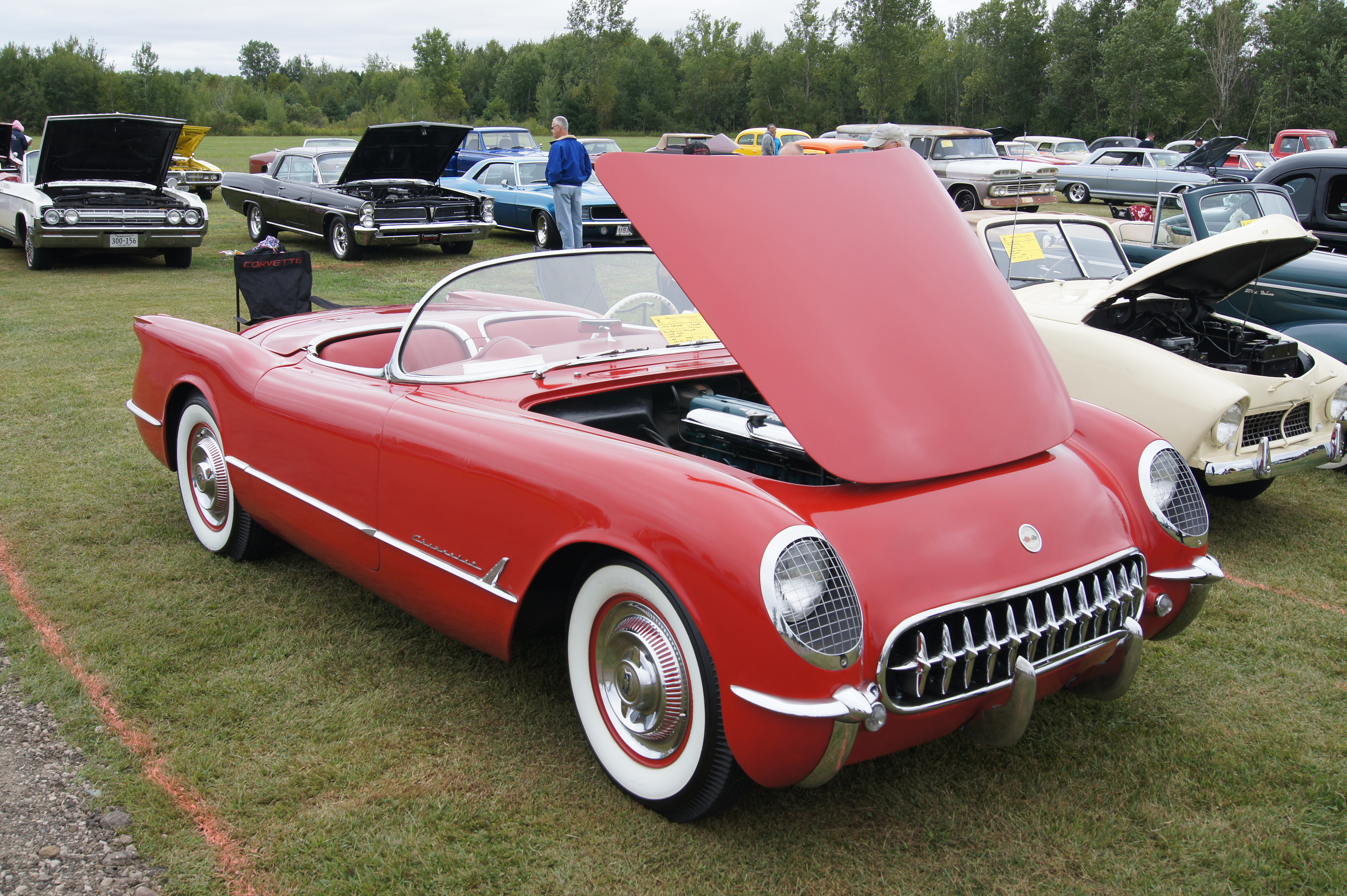
1954
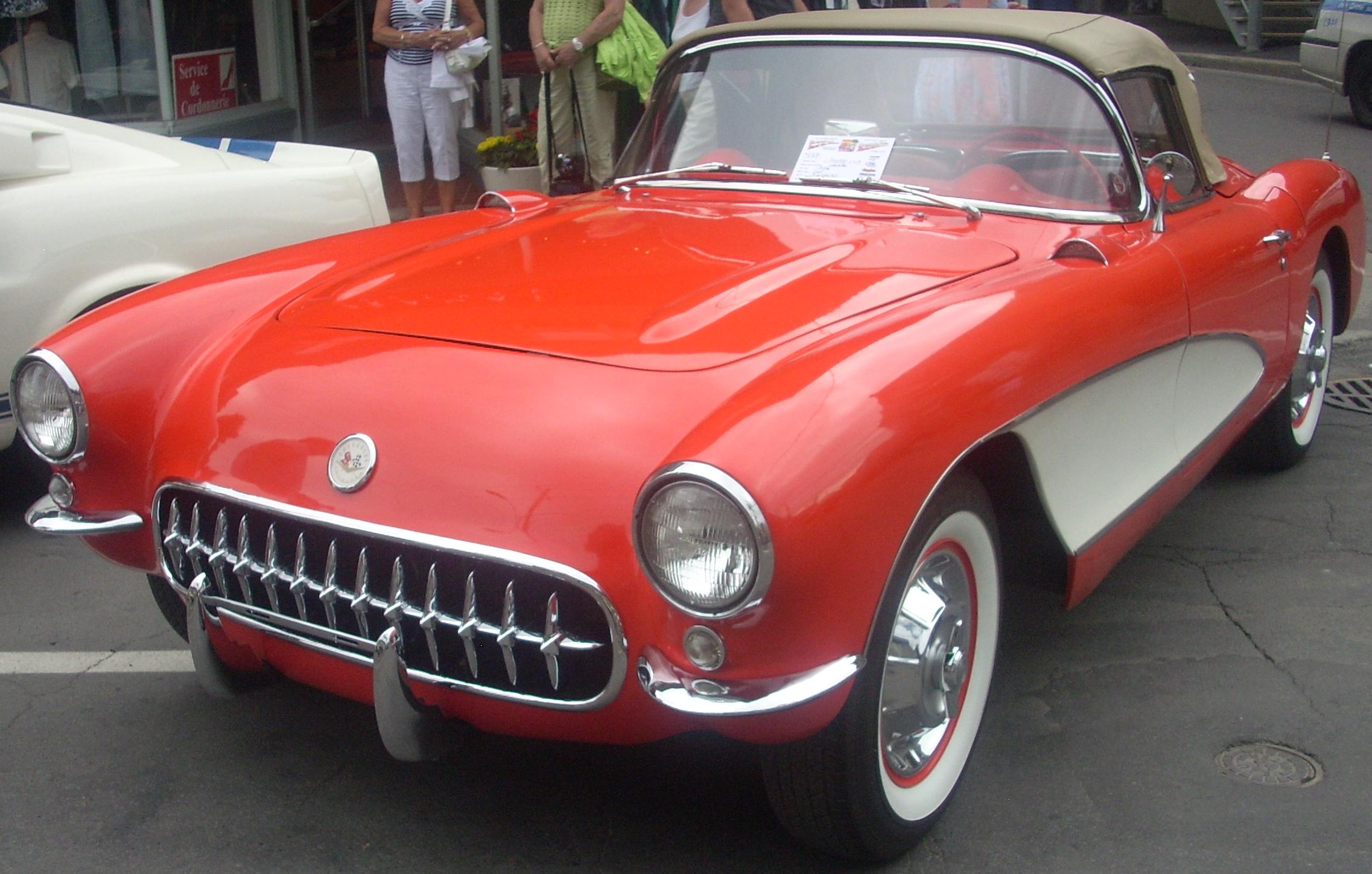
1956
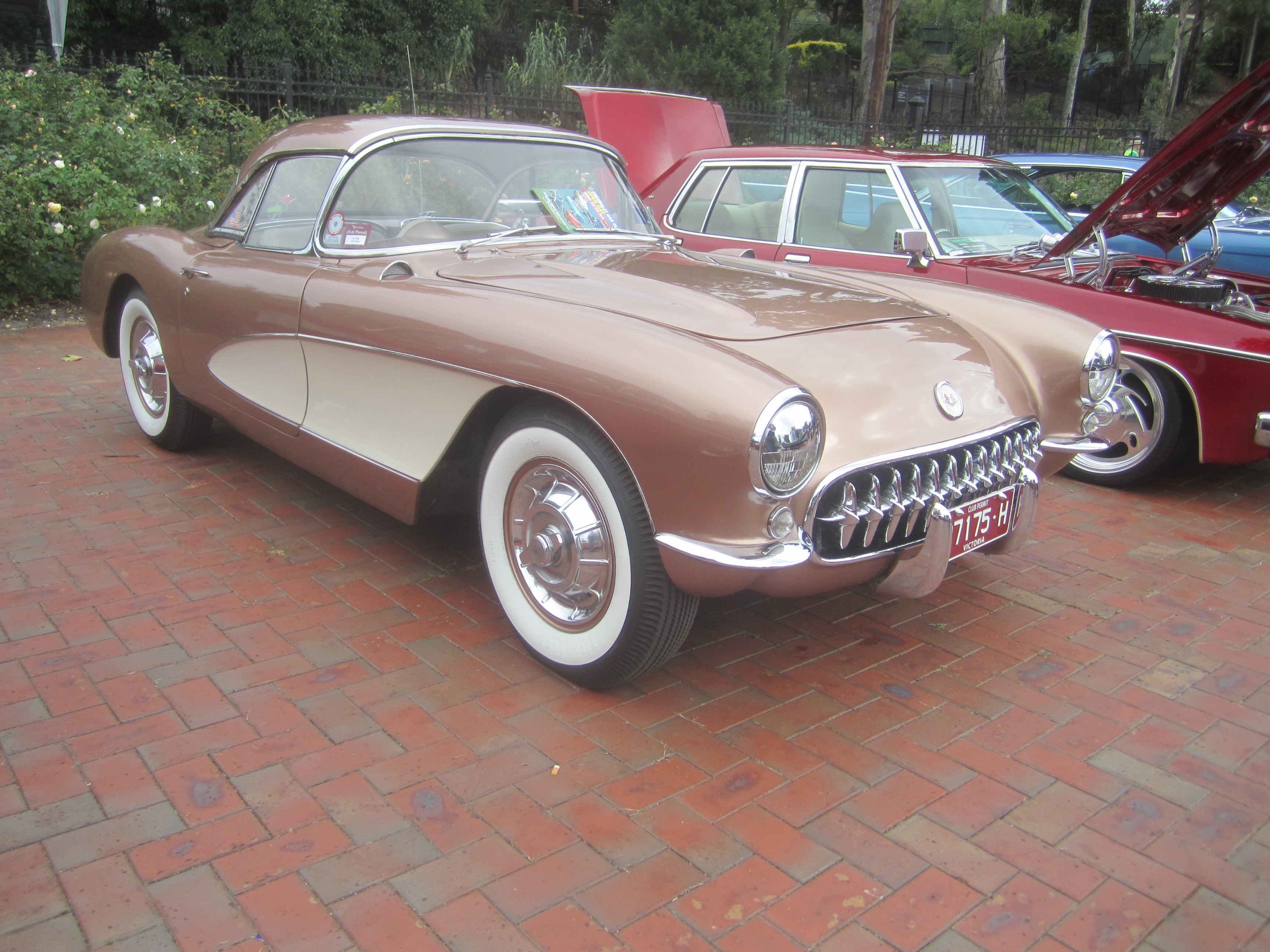
1957
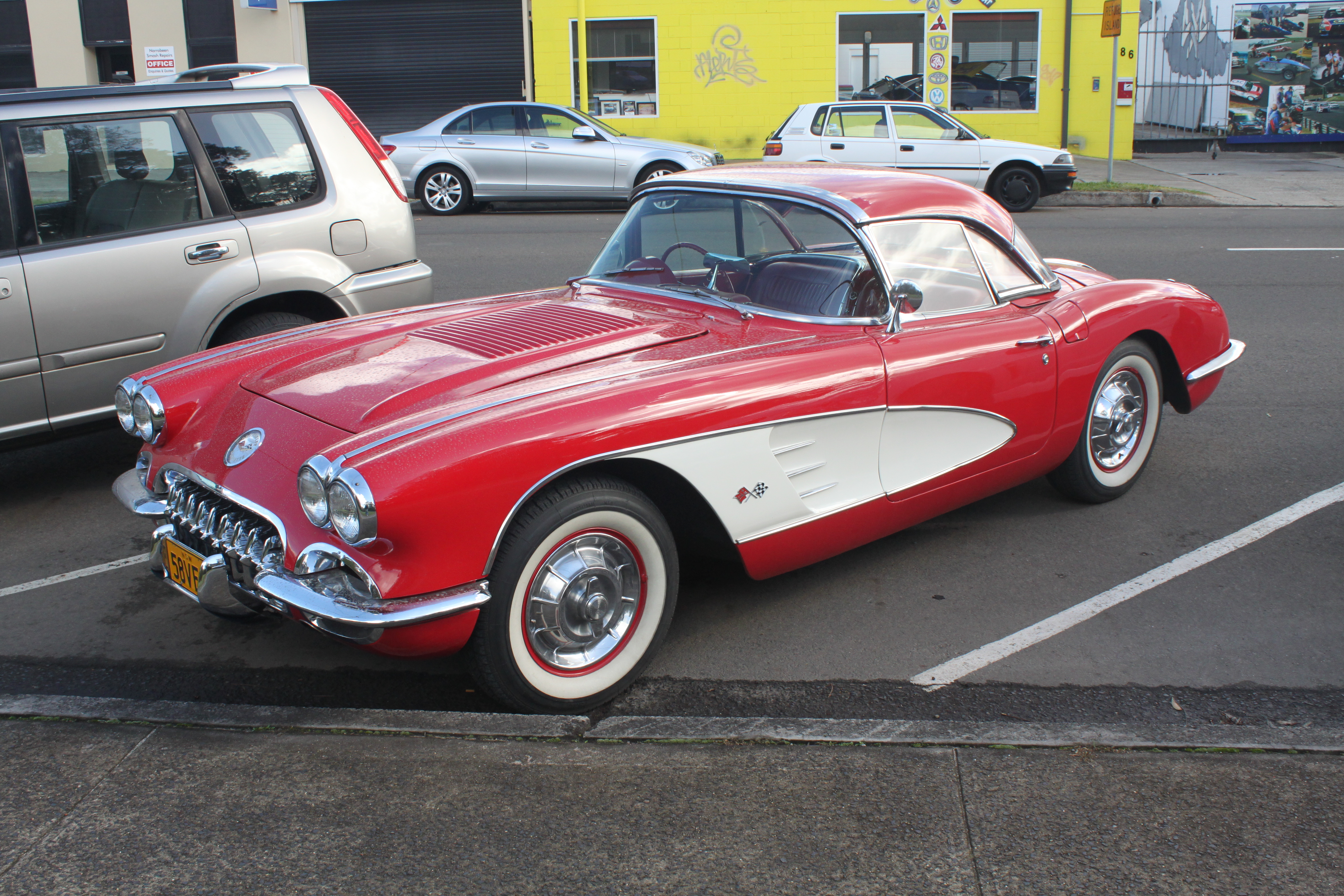
1958
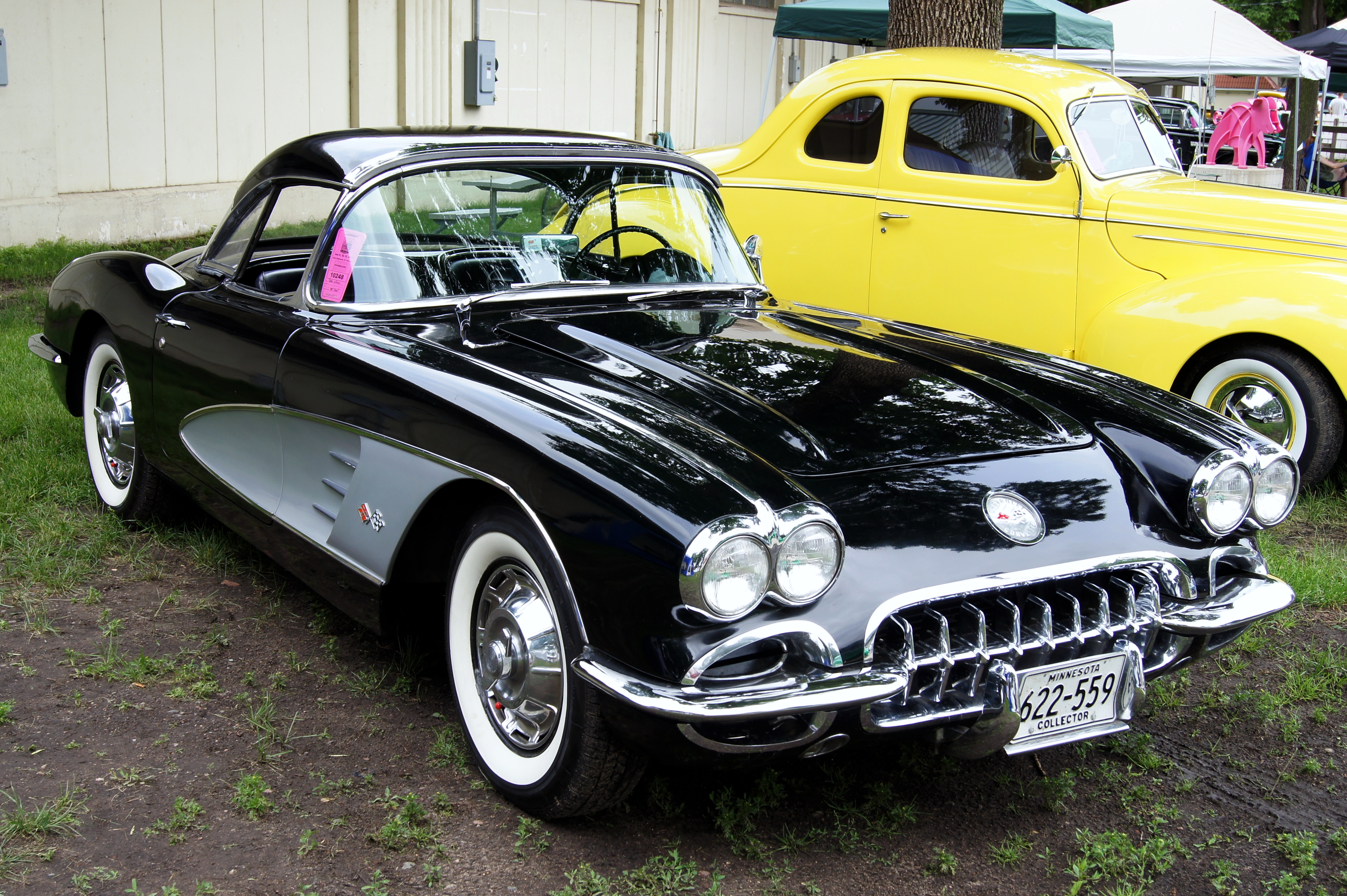
1959
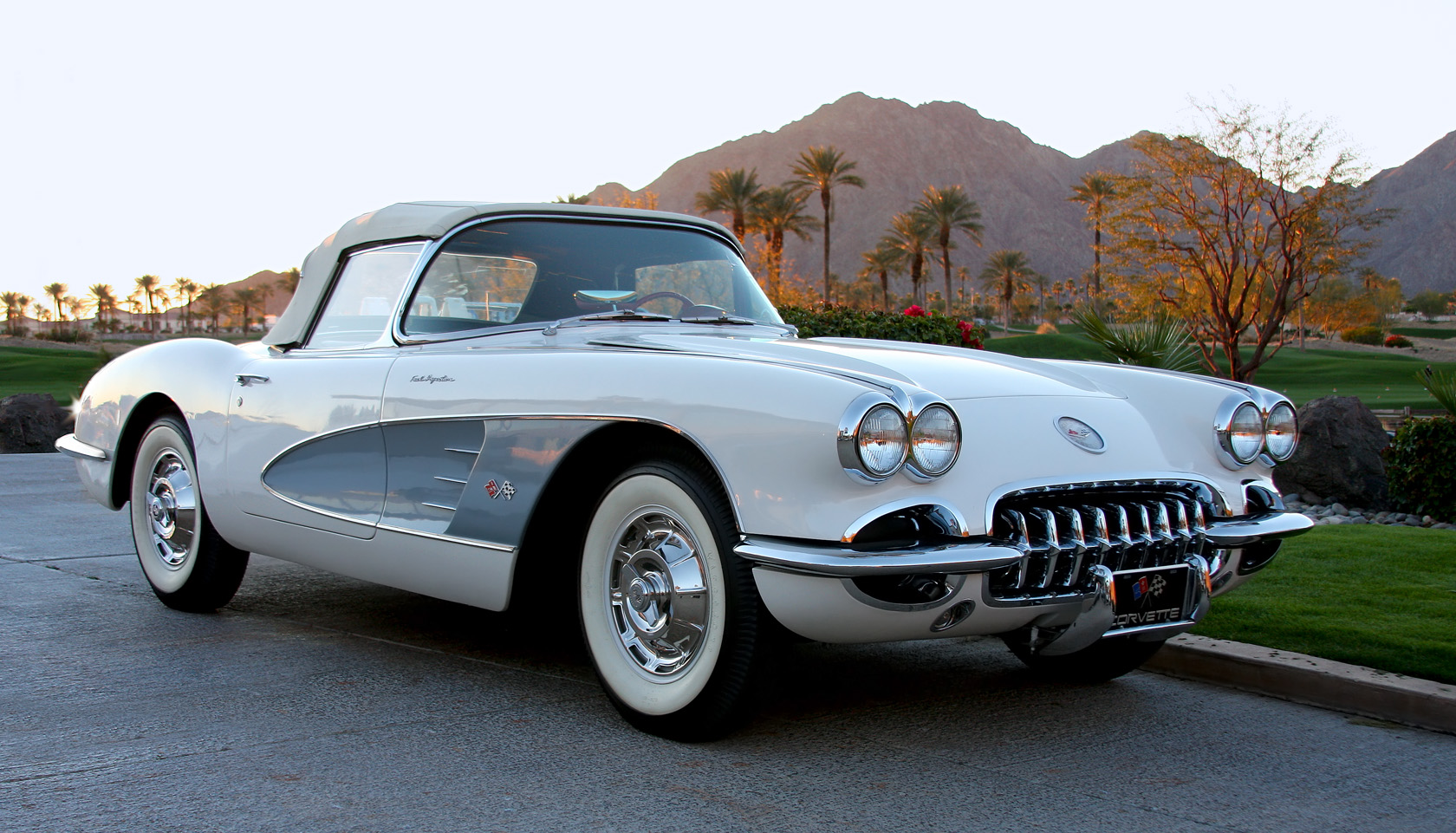
1960
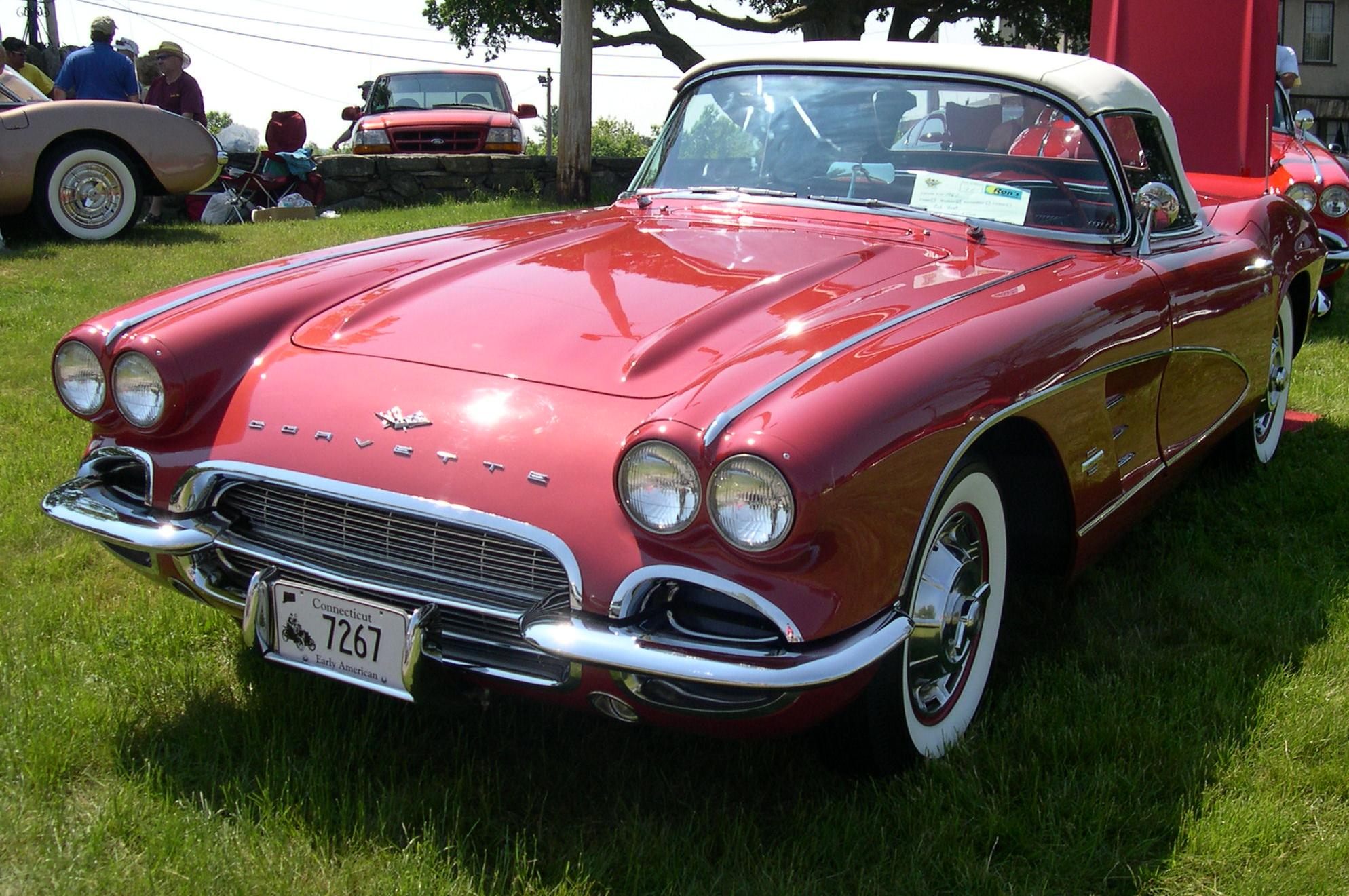
1961

## Segunda geração (C2; 1963–1967)
A segunda geração uniu dois conceitos diferentes. Primeiro, o Corvette SS, desenvolvido por Arkus-Duntov em 1957 para disputar competições e que foi abandonado após a GM parar de correr. Aperfeiçoado com recursos próprios pelo projetista Bill Mitchel, ele deu origem ao Corvette Stingray Racer Concept Car, de 1959. Segundo, o Q-Corvette, de Peter Brock e Chuck Pohlmann, de 1957. Com o engenheiro Ed Cole no comando, a Chevrolet uniu os modelos e desenvolveu o cupê XP-720.
A segunda geração, desenhada por Larry Shinoda e trabalhada no túnel de vento do Instituto de Tecnologia da Califórnia, começou em 1963 e terminou em 1967. Em 1963, foi introduzido no mercado o Corvette Stingray (coupé baseado no carro conceito Mako Shark I), com para-lamas elevados, para-choques bipartidos, e com o vidro traseiro dividido (inspirado no Bugatti Type 57SC Atlantic). Por questões de segurança, os vidros traseiros foram substituídos por um inteiriço em 64, e por causa da falta de ventilação no carro devido à pressa do projeto, foram instalados ventiladores atrás dos bancos no mesmo ano. O motor ‘‘327’’ de 1963 possuía 320 cv e chegava a 205 km (afinação caseira).
No ano seguinte o carro ganhou freios a disco nas quatro rodas, além de um novo motor V8 (6 478 cm³), que produzia 425 cv e um torque de 55 kgf. Um dos principais motivos dos projetistas era fazer o Stingray competir nas pistas com o mesmo nível do lendário Shelby Cobra, que possuía um V8 427 da Ford, de mesma potência.
Duntov e sua equipe lançaram, em 1967, o modelo L88, equipado com o V8 427, um big-block de 7.0 litros (6.999 cm3), que utilizava cabeçotes de alumínio e três carburadores de corpo duplo Holley. Comenta-se que na verdade chegava a 550 cv, mas a fábrica declarava apenas 430 cv, para confortar as seguradoras. Também houve modificações na aparência, com uma entrada de ar central que se unia ao vinco do capô. Dos 28 mil Corvettes vendidos nesse ano, apenas 20 eram desta versão. O modelo foi pilotado por Dick Guldstrand e Bob Bondurant em Le Mans, estabelecendo o recorde de velocidade na reta de Mulsanne com 274,4 km/h (embora não tenha terminado a corrida). Atualmente os L88 de 1967 estão avaliados em até US$ 650 mil.

### Motores
| Motor                                  | Ano       | Potência          | Torque                 |
| -------------------------------------- | --------- | ----------------- | ---------------------- |
| 327 in³ (5.4 L) Small-Block V8         | 1963–1965 | 250 cv @ 4400 rpm | 350 lb-ft @ 2800 rpm   |
| 327 in³ (5.4 L) Small-Block V8         | 1963–1967 | 300 cv @ 5000 rpm | 360 lb-ft @ 3200 rpm   |
| 327 in³ (5.4 L) Small-Block V8         | 1963      | 340 cv @ 6000 rpm | 344 lb-ft @ 4000 rpm   |
| 327 in³ (5.4 L) Small-Block V8         | 1965–1967 | 350 cv @ 5800 rpm | 360 lb-ft @ 3800 rpm   |
| 327 in³ (5.4 L) Small-Block V8         | 1964–1965 | 365 cv @ 6200 rpm | 350 lb-ft @ 4000 rpm   |
| 327 in³ (5.4 L) Small-Block FI V8      | 1963      | 360 cv @ 6000 rpm | 352 lb-ft @ 4000 rpm   |
| 327 in³ (5.4 L) Small-Block FI V8      | 1964–1965 | 375 cv @ 6200 rpm | 350 lb-ft @ 4800 rpm   |
| 396 in³ (6.5 L) Big-Block V8           | 1965      | 425 cv @ 6400 rpm | 415 lb-ft @ 4000 rpm   |
| 427 in³ (7.0 L) Big-Block V8           | 1966–1967 | 390 cv @ 5200 rpm | 460 lb-ft @ 3600 rpm   |
| 427 in³ (7.0 L) Big-Block V8           | 1966      | 425 cv @ 5600 rpm | 460 lb-ft @ 4000 rpm   |
| 427 in³ (7.0 L) Big-Block Tri-Power V8 | 1967      | 400 cv @ 5400 rpm | 460 lb-ft @ 3600 lb-ft |
| 427 in³ (7.0 L) Big-Block Tri-Power V8 | 1967      | 435 cv @ 5800 rpm | 460 lb-ft @ 4000 rpm   |

### Galeria

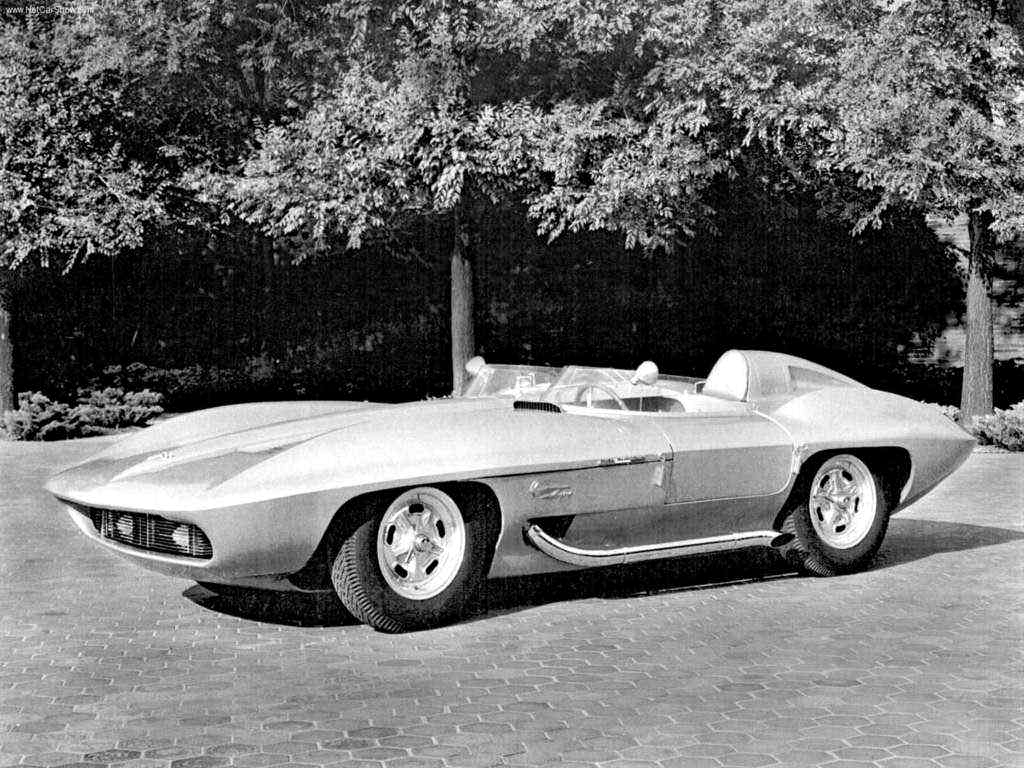
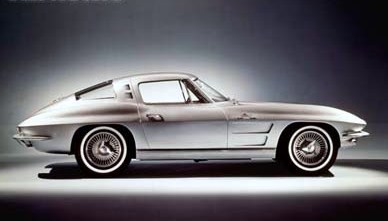
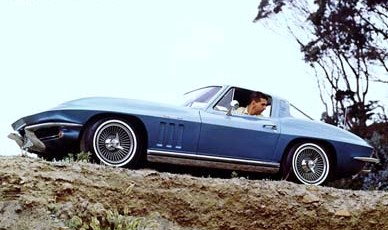
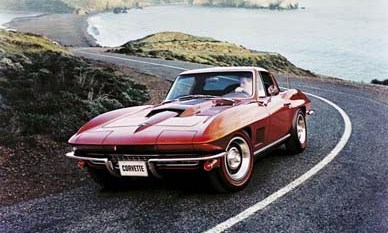
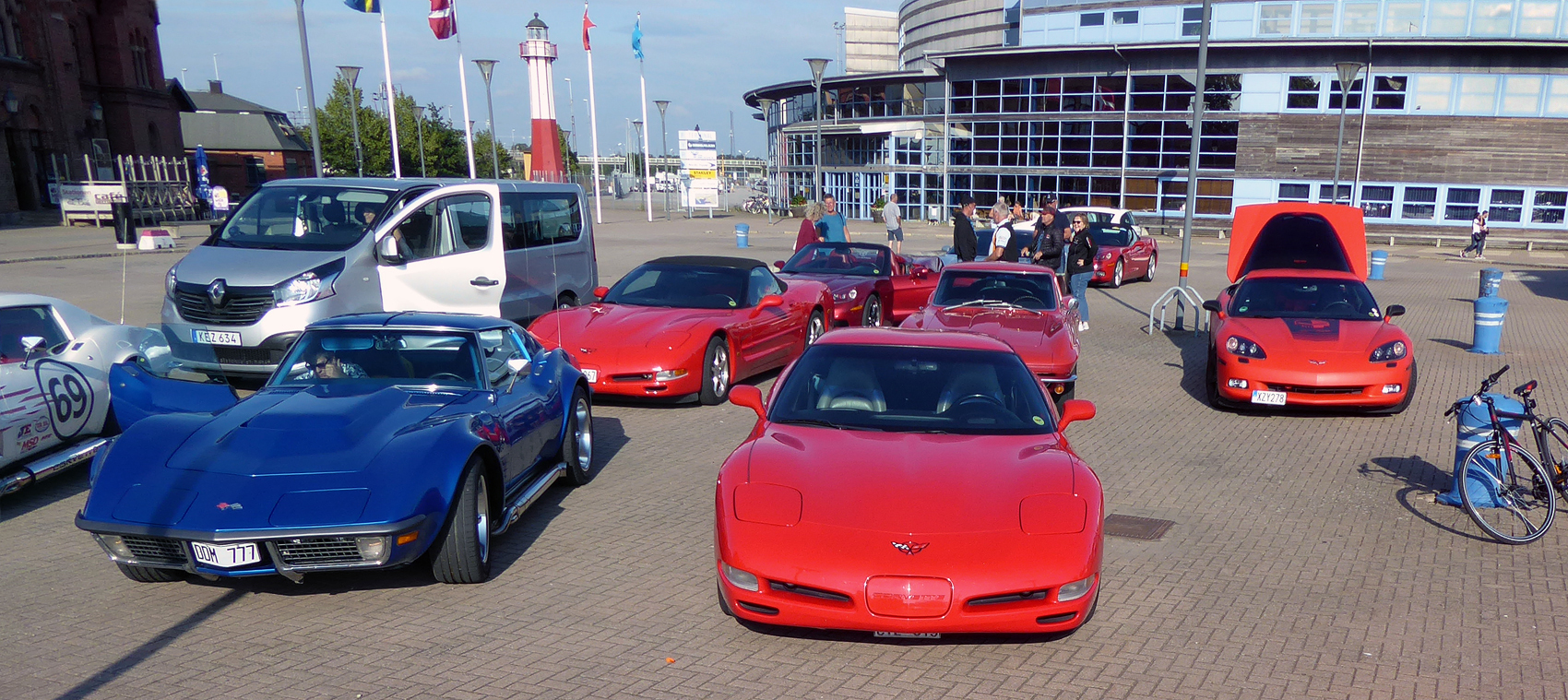
Chevrolet Corvette. Ystad 2019.

## Terceira geração (C3; 1968–1982)

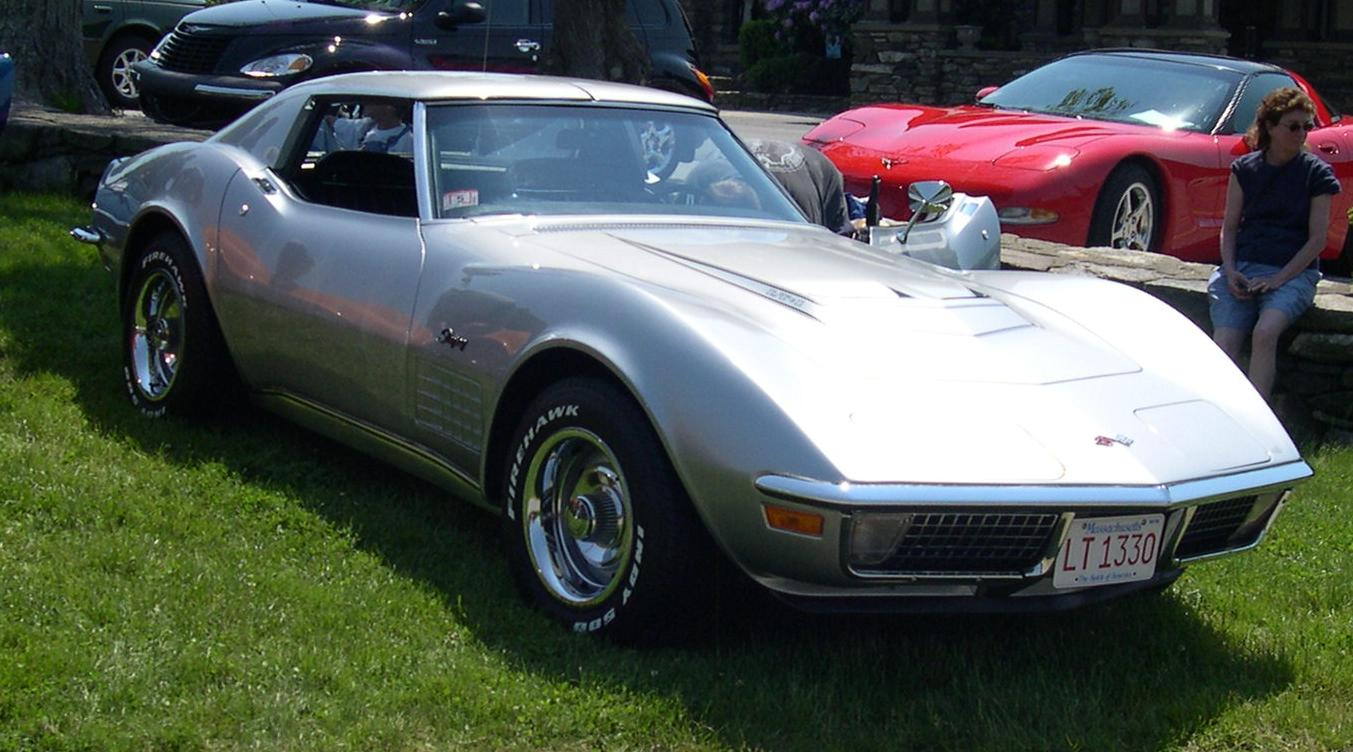
1971 Chevrolet Corvette LT1

A terceira geração (de 1968 a 1982) foi inicialmente inspirada no conceito Mako Shark II. O novo desenho trazia faróis escamoteáveis duas grades frontais para entrada de ar para o motor 427 V8 de 430 cv das versões L88 e também dos modelos de 300 cv. Outro detalhe era a possibilidade de remover o vidro traseiro e o teto na versão cupê (que durou até 1977). Em 1969 entrou o novo motor, o 350 V8 (5 733 cm³) small-block, que atingia a potência máxima de 300 cv. Em 1971 a Chevrolet insere o big-block, um V8 de 454 pol³ (7 440 cm³) que produzia 425 cv e equipava a versão ZR2 enquanto que o modelo básico vinha equipado com o V8 350 de 270 cv. Assim como o L88, foram produzidos apenas 20 ZR2.
A partir de 1972, com a crise do petróleo e novas políticas quanto emissões gasosas, deu-se início a uma queda de potência e cilindrada dos motores. O big-block esteve em linha até 1974 com potência máxima de 270 cv. O 350 V8 de 1975 possuía apenas 165 cv.
Novamente houve modificações de estilo e motorização em 1977. O Corvette mostrava linhas ainda mais angulosas,  nova traseira inclinada e frente mais estreita. Adotava o motor L82 de 180 cv, baseado no tradicional V8 350. Outra opção era o L48, com o famoso carburador Rochester Quadrajet, que elevava a potência para 185 cv. O carro atingia 197 km/h e acelerava de 0 a 96 km/h em 7,8 segundos, boas marcas para aqueles tempos difíceis.

## Quarta geração (C4; 1983–1996)

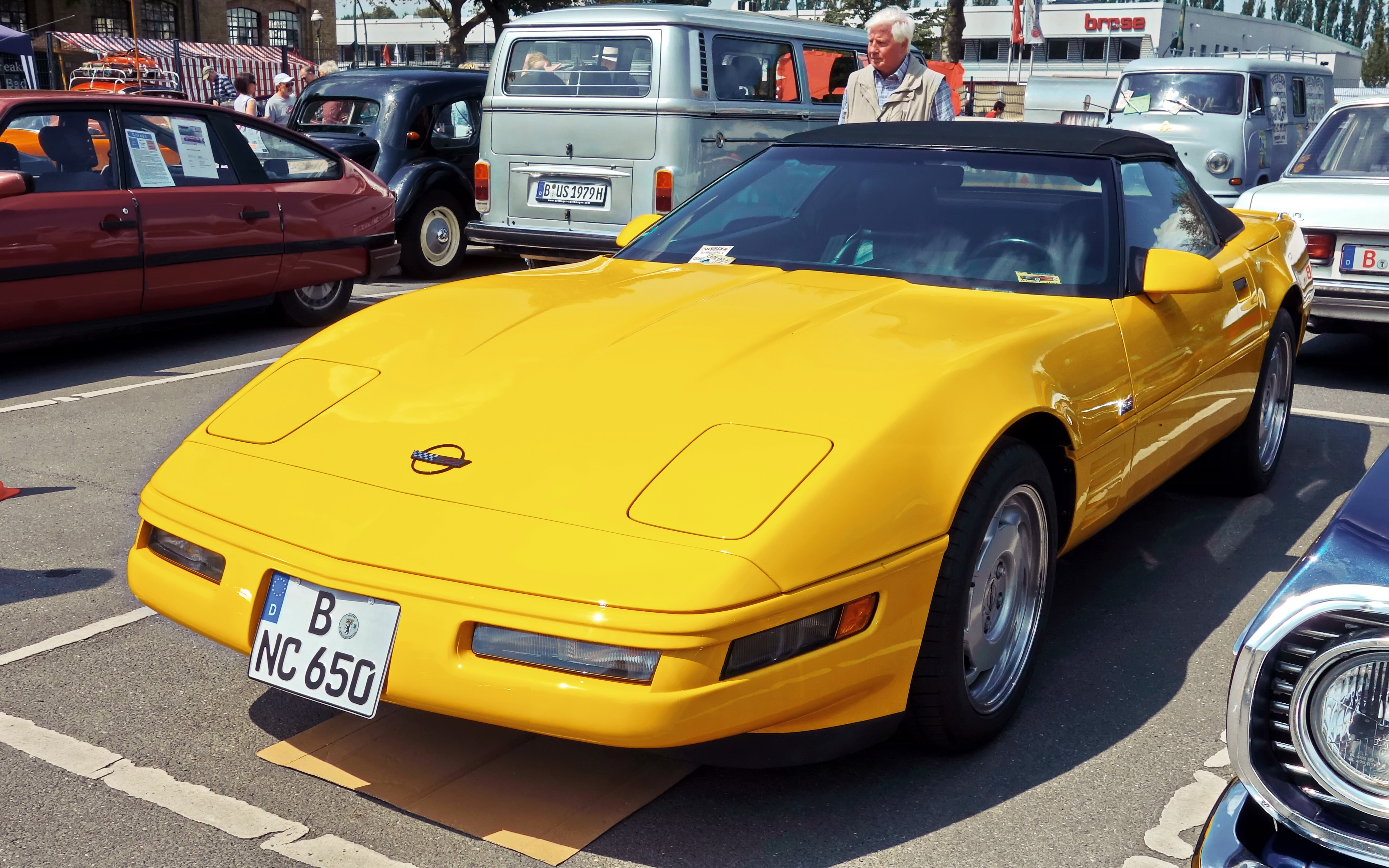
Chevrolet Corvette C4

A quarta geração foi produzido entre 1983 até 1996, voltando o uso de conversíveis e uso de motores com maiores potências, tomando como exemplo o motor de 375 cv LT5, encontrado no modelo ZR-1.

## Quinta geração (C5; 1997–2004)
O C5 era o Corvette mais completamente redesenhado desde o início do Corvette em 1953. A produção do Corvette C5 realmente começou em 1996, mas os problemas de qualidade/fabricação viram seu lançamento no público em massa adiado até 1997 e continuando até o ano modelo de 2004. O C5 era um projeto completamente novo que apresentava muitos novos conceitos e avanços de fabricação que seriam levados adiante para o C6 e C7. Tinha uma velocidade máxima de 283 km/h (176 mph) e foi julgado pela imprensa automotiva como um avanço com uma dinâmica muito melhorada em quase todas as áreas em relação ao projeto C4 anterior. As inovações incluíram um coeficiente de arrasto de 0,29, distribuição de peso próxima a 50/50, manuseio ativo (o primeiro controle de estabilidade de um Corvette) e assistência eletrônica na direção hidráulica. Também pesava menos que o C4.
Um novo motor de alumínio LS1 (bloco pequeno Gen III) apresentava bobinas de ignição individuais para cada cilindro, bloco e pistões de alumínio. Foi inicialmente avaliado em 345 cv (257 kW) e 350 lb⋅ft (470 N⋅m), mas foi aumentado para 350 bhp (260 kW) na edição de 2001. O novo motor, combinado com o novo corpo, foi capaz de atingir até 11,9 km/l (28 mpg) na estrada.
Em seu primeiro ano, o C5 estava disponível apenas como cupê, embora a nova plataforma tenha sido projetada desde o início para ser um conversível, que retornou em 1998, seguida pelo cupê de teto fixo (FRC) em 1999. Um conceito para o FRC era para ser um modelo despojado com um possível motor V6 (apelidado internamente de "Billy Bob").  Em 2000, os planos da FRC lançaram as bases para o retorno em 2001 do Z06, uma opção de RPO não vista desde o Corvette de Zora, pronto para a corrida de 1963. 

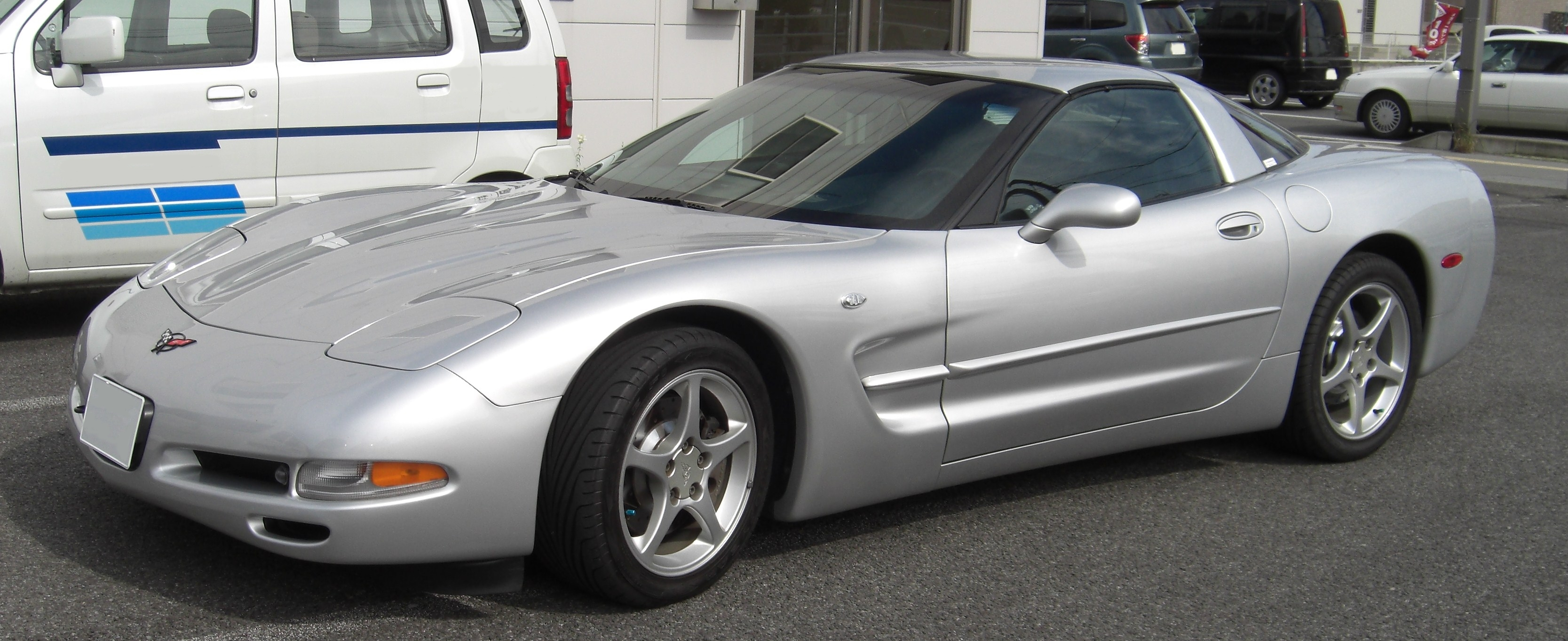
Chevrolet Corvette C5

O modelo Z06 substituiu o modelo FRC como o Corvette C5 de mais alto desempenho. Em vez de um motor de came duplo mais pesado, como o ZR-1 da geração C4, o Z06 usava um LS6, um derivado de 385 cv (287 kW) do motor LS1 padrão. O uso do design do teto fixo muito mais rígido permitiu o manuseio sem precedentes do Z06, graças aos freios atualizados e à menor flexão da carroceria.  Essas características, juntamente com o uso de materiais como um sistema de escape de titânio e um capô de fibra de carbono no ano modelo de 2004, levaram a uma maior economia de peso e ganhos de desempenho para o C5 Z06. O LS6 foi posteriormente atualizado para 405 cv (302 kW) em 2002-2004. Embora a potência nominal do Z06 seja igual à do C4 ZR-1, a rigidez, suspensão, freios e peso reduzido aprimorados do C5 produziram um carro mais rápido que o C4 ZR-1.

## Sexta geração (C6; 2005–2013)
A sexta geração do Chevrolet Corvette, foi produzido de janeiro de 2005 a fevereiro de 2013.
O Chevrolet Corvette voltou a ter faróis expostos à parte desta geração. Variantes de produção incluem o Z06, ZR1, Grand Sport e 427 Convertible. As variantes de corrida incluem o C6.R, um para o campeonato americano do Le Mans Series GT1 e o vencedor do 24 Horas de Le Mans GTE-Pro. Foi introduzida em 2006, uma versão de polícia para o Corvette chamada PPV.

### Z06
O Z06 chegou como modelo 2006 no terceiro trimestre de 2005 e é o mais leve de todos os modelos Corvette. O Z06 foi equipado com o maior deslocamento do motor de bloco pequeno já produzido, um novo 7 011 cc (7,0 L; 427,8 cu em) motor V8 nome de código LS7 produziu 505 cv (512 PS; 377 kW) a 6300 rpm e 470 lb⋅ft (637 Nm) a 4800 rpm de torque, pois o motor naturalmente aspirado mais potente colocado em um carro de produção da General Motors. Além do motor de maior cilindrada, o Corvette Z06 possui um sistema de cárter seco e bielas em liga de titânio. A estrutura do Z06 é construída em alumínio, economizando 136 lb (62 kg) acima da estrutura de aço padrão . Foram utilizadas outras medidas de economia de peso, tais como pavimentos compostos de madeira de balsa / fibra de carbono e um berço de motor de liga de magnésio . O corpo do Z06 se diferencia do Corvette padrão com seus pára-lamas dianteiro e traseiro maiores e uma entrada de admissão no pára-choque dianteiro. Os pára-lamas dianteiros são construídos com fibra de carbono e os pára-lamas traseiros contêm dutos para auxiliar no resfriamento dos freios traseiros. O Z06 pesava 3 130 lb (1 420 kg), dando-lhe um peso de relação de potência de 6,2 libras por potência (3,8 kg/kW), permitindo-lhe alcançar uma economia de combustível de 15 mpg -US (16? L/100 km 18 mpg ‑imp) na cidade e 24 mpg -US (9,8 l/100 km; 29 mpg ‑imp) na estrada. O Z06 foi o carro de ritmo oficial tanto para o 2006 Daytona 500 quanto para o Indianapolis 500. Car and Driver registrou um tempo de 0-60 mph (0–96,5 km/h) de 3,6 segundos e 1/4 de milha em 11,7 segundos a 125 mph (201 km/h) em outubro de 2005. Um modelo pré-produção/pré-oficial foi gravado pela AMS contra o Porsche 996 GT2 de 483 CV com um tempo de 0-60 mph (0–96,5 km/h) mais lento de 4,3 segundos e um tempo de 0 a 400 metros de 12,7 segundos em maio de 2004. O Z06 contém os seguintes aprimoramentos sobre o Corvette C6 padrão:
- LS7 7.0L/427 CID V8 construído à mão com sistema de lubrificação por cárter seco
- Chassis de alumínio com teto fixo
- Barras anti-oscilação maiores/mais rígidas
- Molas e amortecedores mais duros
- Spoiler traseiro maior e divisor dianteiro
- Refrigerador de transmissão
- Fachada frontal exclusiva com entrada de admissão
- Frentes de fibra de carbono mais largas e pára-choques traseiros de fibra de vidro
- Condutos de freio dianteiro e traseiro funcionais para resfriamento do sistema de freio adicionado
- Rodas traseiras dianteiras originais de 18 polegadas em alumínio forjado e 19 polegadas; acabamento pintado acabamento padrão e cromado opcional
- Pneus 275/35ZR18 mais largos na dianteira e pneus 325/30ZR19 mais largos na traseira
- Pinças traseiras maiores de 6 pistões na dianteira e 4 pistões, incluindo rotores frontais perfurados de 355 mm (14,0 pol) e rotores traseiros de 340 mm (13 pol)
- Pode ser encomendado com pacotes de acabamento 1LZ, 2LZ e 3LZ. A versão de polícia do Z06 chamada Z06 PPV foi disponível nos acabamentos 1LZ e 3LZ.

Para 2011, foi lançada a Z06 carbon edition, que transporta várias partes do ZR1, incluindo freios de cerâmica de carbono, suspensão ativa e outras peças aerodinâmicas de fibra de carbono. Apenas 500 Z06 Carbon Editions foram feitas. Os números reais de produção foram muito mais baixos, no total, apenas cerca de 250 foram Carbon Editions e 250 foram escolhidos da mesma forma, mas não tinham a capa de carbono. Em 2012 e 2013, essas opções puderam ser solicitadas através do pacote Z07 no Z06.

## Sétima geração (C7; 2014–2021)

### 2018
A Sétima geração do Corvette (C7) estava em desenvolvimento desde 2007. Originalmente definida para ser introduzida para o ano modelo 2011, sua introdução foi adiada por 3 anos. Foi finalmente lançado para o ano de 2014.  Foram considerados os layouts do motor central e do motor traseiro , mas a plataforma do motor dianteiro e tração traseira (RWD) foi escolhida para manter os custos de produção mais baixos. A versão PPV (versão de polícia) do Corvette voltou com tecnologia extrema, e só e disponível na versão padrão e na versão Z51
Para os planejadores e profissionais de marketing da GM, o fato de o Corvette ter se tornado conhecido como "brinquedo de um homem velho" tornou-se um fator primordial no desenvolvimento da próxima geração. Estudos mostraram que cerca de 46% dos compradores do Corvette em 2012, até outubro, tinham 55 anos ou mais, em comparação com 22% dos clientes do Audi R8, 30% dos clientes do Porsche 911 e 43% dos clientes da Mercedes-Benz SLS AMG. O chefe do marketing da Chevrolet, Chris Perry, reconhece que muitas pessoas viram isso como o carro do "encanador bem sucedido". John Fitzpatrick, gerente de marketing da Corvette, disse: "É o velho ditado: ninguém quer ser visto dirigindo um carro de um homem velho, mas todo mundo quer ser visto dirigindo um carro de um jovem". Para contrariar essa percepção, a GM planejou tornar a nova geração C7 mais ambiciosa para os mais jovens. Para esse fim, uma versão camuflada do carro foi disponibilizada no popular videogame Gran Turismo 5 em novembro de 2012. Como parte do esforço de marketing associado à introdução da nova geração, o Indianapolis 500 2013 utilizou um Corvette pela 12ª vez como seu carro de pace car.
O sucesso de vendas do novo Corvette é importante para a GM. The Motley Fool informa que a Chevrolet poderia ganhar US$ 10 000 ou mais em lucro bruto para cada Corvette que vende.  O lucro da GM sobre as vendas é separado dos lucros obtidos pelas concessionárias individuais que vendem os carros para o público.
O Chevrolet Corvette 2014 usa um LT1 de 6,2 L V8 (376 pol. Cúb.) Produzindo 455 bh (339 kW) ou 460 bhp (340 kW) com o escape de desempenho opcional. O motor LT1 (a designação "LT1" foi usada pela primeira vez pela GM em 1970 e depois em 1992.) está na família Gen V de pequeno blocomotores, que serão usados em veículos GM como a nova opção V8 pequena. Ele apresenta três novas tecnologias para o GM V8, embora amplamente disponíveis em outros motores no mercado: injeção direta, distribuição de válvulas variável e um sistema ativo de gerenciamento de combustível. Os injetores de combustível estão localizados sob o coletor de admissão. O Corvette continua com tração traseira com o transaxle localizado na traseira. As opções de transmissão incluem um câmbio manual de 7 velocidades ou um câmbio automático de 6 velocidades (2014) / 8 velocidades (2015-) com câmbio de marchas. O novo interior inclui bancos de fundo largo como padrão, com versões mais desportivas com apoios laterais elevados. Logotipo da bandeira do Corvette foi revisto para o novo carro e um pequeno casting de uma arraia foi adicionado à ornamentação do carro.
As características da estrutura da nova geração incluem um capô de fibra de carbono e um painel de teto removível. Os pára-lamas, portas e painéis traseiros permanecem compostos. Na traseira do carro, as luzes traseiras da marca registrada mudaram para uma forma mais quadrada. Os painéis da parte inferior da carroçaria são feitos de compósito "carbono-nano" e utilizam uma nova estrutura de alumínio que localiza as quatro rodas uma polegada mais afastadas, da frente para trás e de lado a lado. O espaço para bagagem diminuiu 33% em relação à geração anterior. O peso total do carro não foi anunciado pela General Motors por muitos meses após sua primeira exibição em janeiro de 2013. Apesar do aumento do uso de alumínio e outros materiais leves. Em agosto de 2013, o peso do novo Corvette foi relatado como 3 444 lb (1 562 kg), significando que pesaria mais do que o modelo C6 ZR1 da geração anterior (3 324 lb (1 508 kg)). O peso ZR1 C6 incluiu um supercharger e intercooler em seu motor de 6,2 l.
Chevrolet anunciou o C7 Z06 no Detroit Auto Show 2014. O Corvette Z06 2015 tem 650 cv do motor supercharged LT4 de alumínio 6.2L V-8. 
A nova geração Corvette ressuscitou o nome "Stingray" (originalmente grafado "Sting Ray" nos modelos de 1963 a 1967 e "Stingray" de 1969 a 1976), usado pela última vez em 1976. 
Para o modelo de 2015, a Chevrolet começou a oferecer uma versão de transeixo do 8L90 8-speed automatic para substituir o anterior 6L80 de 6 velocidades.
Para o ano modelo 2017, a Chevrolet apresentou novamente o modelo Grand Sport (GS). Este modelo inclui recursos de estilo de corpo largo Z06 e ajuste de suspensão, juntamente com a configuração do motor LT1 do depósito seco Z51. Os modelos Grand Sport estavam disponíveis em 10 cores exteriores e poderiam ter o opcional Heritage Package, que incluía gráficos de defensas em hash-mark (disponíveis em seis cores. Como parte da introdução do Grand Sport em Genebra, Suíça, a Chevrolet também anunciou um Grand Sport Collector. Edição , que seria limitada a 1 000 veículos no total e apenas 850 para o mercado dos EUA Os números finais da produção mostram 784 cupês e 151 conversíveis foram construídos, 935 no total.
O Pacote de Opcionais Z25 de US$ 4 995 foi uma atualização estética que continha alguns recursos exclusivos que estavam disponíveis apenas no pacote Z25, incluindo;
- (20A) Tensão de defesa do Tension Blue
- (246) Superfícies de assento de couro em dois tons da Tension Blue com um gráfico em relevo do Grand Sport Logo no encosto de cabeça do banco
- (37S) costura de couro azul personalizado, incluindo o forro do telhado acolchoado
- (CFY) Placa de traço numerada de edição serializada
- (VYW) Tapetes de carpete Premium com o logótipo Grand Sport

Para o ano modelo de 2019, a variante ZR1 retornou. Este modelo apresenta um novo motor LT5. O bloco longo do LT5 é o mesmo que o LT4, mas o deslocamento do supercompressor foi aumentado de 1,7 para 2,65 litros. A saída de energia do C7 ZR1 é de 755 cavalos de potência
Modelos
|                    | Stingray                      | Grand Sport                   | Z06                           |
| ------------------ | ----------------------------- | ----------------------------- | ----------------------------- |
| Motor              | 6.2 L LT1 V8                  | 6.2 L LT1 V8                  | 6.2 L LT4 supercharged V8     |
| Tipo               | V8 de 90 graus, alumínio; VVT | V8 de 90 graus, alumínio; VVT | V8 de 90 graus, alumínio; VVT |
| Taxa de compressão | 11.5:1                        | 11.5:1                        | 10.0:1                        |
| Potência           | 455 cv @ 6000 rpm             | 460 cv @ 6000 rpm             | 650 cv @ 6400 rpm             |
| Torque             | 460 lb-ft @ 4600 rpm          | 465 lb-ft @ 4600 rpm          | 650 lb-ft @ 3600 rpm          |
| 0–60 mph           | 3.7 s                         | 3.6 s                         | 2.95 s                        |
| 1/4 de milha       | 11.9 s                        | 11.8 s                        | 10.95 s                       |

## Oitava geração (C8; 2020–)

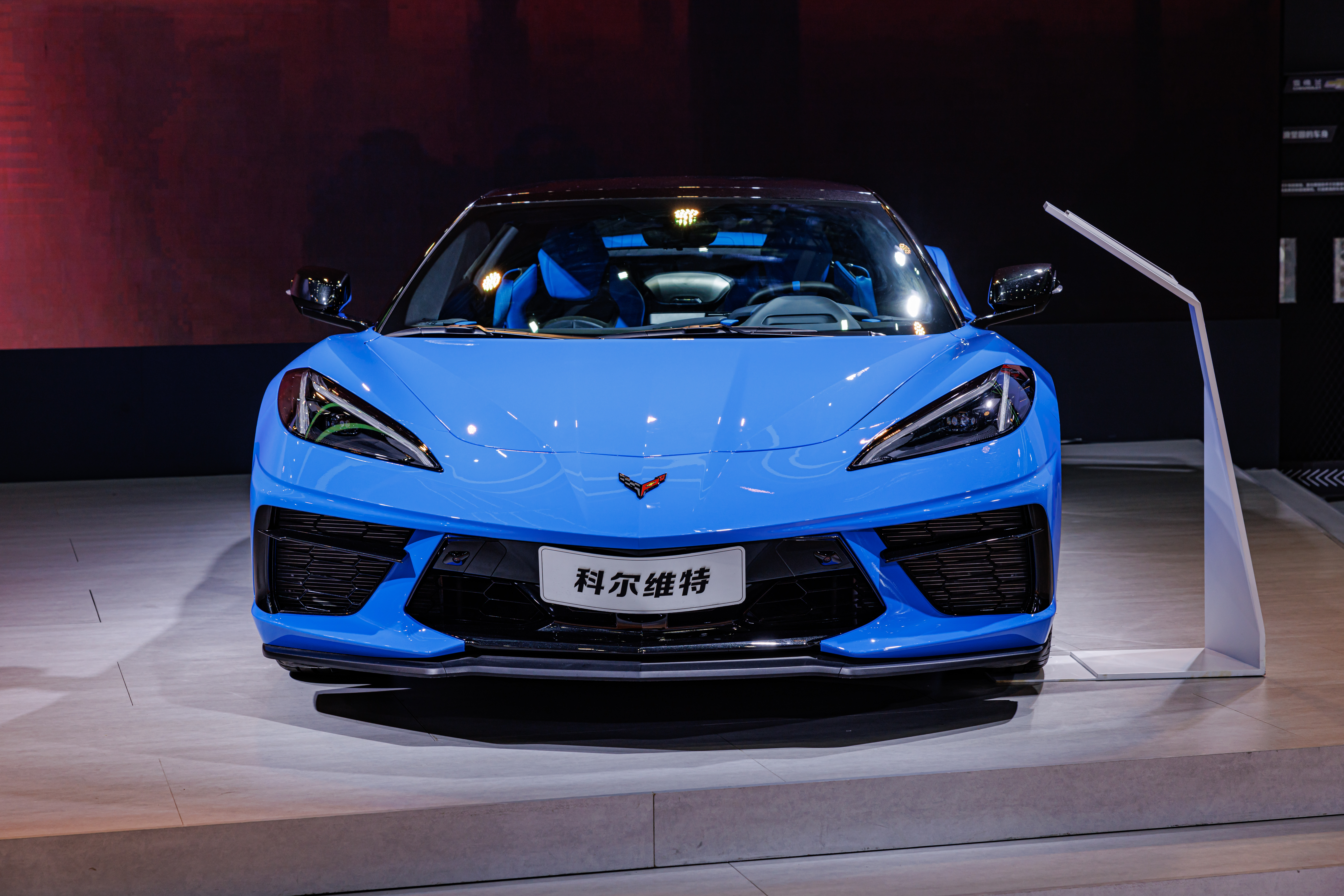
Chevrolet Corvette C8

O modelo Corvette 2020, com configurações de cupê e conversível do modelo básico Stingray estreou em um intervalo de três meses. O cupê estreou em 18 de julho com três cores de lançamento, vermelho (com o Pacote Z51), branco e azul, enquanto o conversível estreou em 2 de outubro no Centro Espacial Kennedy, juntamente com o carro de corrida C8.R, que participe das 24 horas de Daytona 2020. O cupê e o conversível são alimentados por um V8 de 6,2 litros aspirado naturalmente chamado LT2. Esse motor gera 495 cavalos de potência e 470 lb / pés de torque quando equipado com o pacote de desempenho Z51. O Corvette C8 conversível é o primeiro Corvette com capota rígida retrátil. O Corvette C8 é o primeiro Corvette de produção a ter uma configuração do motor no meio. É também o primeiro carro de produção de motores intermediários da GM desde o Pontiac Fiero de 1984.
Em janeiro de 2020, o carro se tornou o veículo mais caro vendido no leilão da Barrett-Jackson, vendido por US$ 3 milhões. O produto da venda foi para o Detroit Children's Fund.